# Signe réfléchi
Le signe réfléchi (patibhaganimitta) est un concept bouddhique. Dans le développement de la concentration (voir : Samadhi) le méditant ou yogi ne voit plus l'objet initial mais un signe (nimitta) fort différent. Il est parfois dit de contempler ce nouveau signe, parfois de l'ignorer, car il s'agit d'une étape dans la méditation, mais plusieurs signes peuvent apparaître : des impressions corporelles, des lumières, etc. 

Avec un tel signe pour support, ou en se maintenant à la perception d'un signe appris, le méditant va développer vitakka (l'attention) et vicara (le maintien de l'attention) ainsi que les autres facteurs de Dhyana. 

L'apparition du signe réfléchi est dite concomitante de l'atteinte de la concentration de proximité. Mais ce signe sera toujours présent lors l'atteinte du Dhyana, bien que peu de bouddhistes considèrent que le Dhyana a pour objet les facteurs eux-mêmes. Par contre, l'atteinte de Dhyanas ultérieurs, sans formes (Voir : Arupajhanas), mettra fin au signe réfléchi.